# Сюнневе Сулемдал
Сюнневе Сулемдал (норв. Synnøve Solemdal; нар. 15 травня 1989) — норвезька біатлоністка, п'ятиразова чемпіонка світу з біатлону, призерка чемпіонатів світу серед юніорів, переможниця та призерка етапів Кубка світу.

## Виступи на Чемпіонатах світу
| Рік  | Місце проведення     | Інд | Спр | Пр  | МС | Ест | ЗМ |
| 2011 | Ханти-Мансійськ      | 63  | 43  | LAP |    | 5   |    |
| 2012 | Рупольдінг           | 39  | 32  | 24  | 18 | 3   | 1  |
| 2013 | Нове Место-на-Мораві | 53  | 19  | 19  | 16 | 1   | 1  |

## Кар'єра в Кубку світу
- Дебют в кубку світу — 19 березня 2009 року в спринті в Тронгеймі — 61 місце.
- Перше попадання в залікову зону — 27 березня 2009 року в спринті в Ханти-Мансійську — 34 місце.
- Перший подіум — 11 грудня 2010 року в естафеті в Гохфільцені — 3 місце.
- Перша перемога — 8 грудня 2012 року в спринті в Гохфільцені — 1 місце.

Сюнневе дебютувала в кубках світу у 2009 році. У 2012 році на етапі Кубка світу в Гохфільцені Сюнневе здобула свою першу перемогу в спринті. У 2011 році спортсменка дебютувала на Чемпіонаті світу. З 2009 року Сулемдал стабільно потрапляє до загального заліку біатлоністів, досягши найкращого результату у сезоні 2011/2012 - 13 місце.

## Загальний залік в Кубку світу
- 2008—2009 — 81-е місце (19 очок)
- 2009—2010 — 67-е місце (46 очок)
- 2010—2011 — 46-е місце (127 очок)
- 2011—2012 — 13-е місце (606 очок)
- 2012—2013 — 24-е місце (384 очки)

## Статистика стрільби
| № п/п | Сезон     | Загальна        | Індивідуальна гонка | Спринт         | Гонка переслідування | Мас-старт      | Естафета      |
| ----- | --------- | --------------- | ------------------- | -------------- | -------------------- | -------------- | ------------- |
| 1     | 2008-2009 | 77,5% (31/40)   | 0,0% (0/0)          | 75,0% (15/20)  | 80,0% (16/20)        | 0,0% (0/0)     | 0,0% (0/0)    |
| 2     | 2009-2010 | 90,0% (36/40)   | 0,0% (0/0)          | 95,0% (19/20)  | 85,0% (17/20)        | 0,0% (0/0)     | 0,0% (0/0)    |
| 3     | 2010-2011 | 75,1% (229/305) | 75,0% (45/60)       | 72,2% (65/90)  | 79,0% (79/100)       | 0,0% (0/0)     | 72,7% (40/55) |
| 4     | 2011-2012 | 74,6% (362/485) | 76,7% (46/60)       | 74,0% (74/100) | 72,5% (116/160)      | 76,0% (76/100) | 76,9% (50/65) |
| 5     | 2012-2013 | 76,7% (313/408) | 70,0% (28/40)       | 73,8% (59/80)  | 82,5% (99/120)       | 72,5% (58/80)  | 78,4% (69/88) |

## Статистика
У таблиці наведено статистику виступів біатлоніста в Кубку світу.
- Місця 1–3: кількість подіумів
- Чільна 10: кількість фінішів у першій десятці
- В очках: кількість виступів, на яких біатлоніст здобував очки
- Старти: кількість стартів
- Естафета: включно зі змішаною

| Місця                              | Індивід. | Спринт | Персьют | Мас-старт | Естафета | Разом |
| ---------------------------------- | -------- | ------ | ------- | --------- | -------- | ----- |
| 1                                  |          |        | 1       |           | 6        | 7     |
| 2                                  |          |        |         |           | 2        | 2     |
| 3                                  |          |        |         |           | 2        | 2     |
| Чільна 10                          | 1        | 5      | 2       | 1         | 16       | 25    |
| В очках                            | 4        | 22     | 20      | 9         | 16       | 71    |
| Стартів                            | 8        | 31     | 21      | 9         | 16       | 85    |
| Станом на: кінець сезону 2012/2013 |          |        |         |           |          |       |